# Valentin Mihăilă
Valentin Mihai Mihăilă (Târgoviște, 2 de febrero de 2000), más conocido como Valentin Mihăilă, es un futbolista rumano que juega de delantero en el Çaykur Rizespor de la Superliga de Turquía.

## Trayectoria
Mihăilă comenzó su carrera deportiva en el Universitatea Craiova en 2018, logrando levantar la Copa de Rumania en su primer año.

### Italia
El 5 de octubre de 2020 fichó por el Parma Calcio de la Serie A por 8,5 millones de euros. El equipo perdió la categoría esa misma temporada, y tras media campaña jugando en Serie B, el 31 de enero de 2022 se fue cedido al Atalanta B. C.
En julio de 2025 dejó Parma y se marchó a Turquía para jugar en el Çaykur Rizespor.

## Selección nacional
Fue internacional sub-18, sub-19 y sub-21 con la selección de Rumania.
Con la sub-21 anotó un triplete, y provocó un gol en propia puerta, en un partido de clasificación para la Eurocopa Sub-21 de 2021 frente a la selección sub-21 de Finlandia.
El 25 de marzo de 2021 debutó con la selección absoluta anotando uno de los goles del triunfo ante Macedonia del Norte válido para la clasificación para el Mundial de 2022.

### Participaciones en Eurocopas
| Copa          | Sede     | Resultado        | Partidos | Goles |
| ------------- | -------- | ---------------- | -------- | ----- |
| Eurocopa 2024 | Alemania | Octavos de final | 3        | 0     |

## Clubes
| Club                    | País    | Año       |
| ----------------------- | ------- | --------- |
| Universitatea Craiova   | Rumania | 2018-2020 |
| Parma Calcio 1913       | Italia  | 2020-2025 |
| Atalanta B. C. (cedido) | Italia  | 2022      |
| Çaykur Rizespor         | Turquía | 2025-act. |

## Palmarés

### Títulos nacionales
| Título  | Club         | País   | Año     |
| ------- | ------------ | ------ | ------- |
| Serie B | Parma Calcio | Italia | 2023-24 |